# 砂谷村
砂谷村（さごたにむら）は、広島県佐伯郡にあった村。現在の広島市佐伯区の一部にあたる。

## 地理
- 河川：伏谷川、八幡川[1]

## 歴史
- 1889年（明治22年）4月1日、町村制の施行により、佐伯郡白砂村、伏谷村、葛原村が合併して村制施行し、砂谷村が発足[1][2]。役場は大字白砂に設置し、1890年（明治23年）大字伏谷に移転した[1]。
- 1919年（大正8年）砂谷養蚕組合設立[1]。
- 1941年（昭和16年）久保政夫が八丈島から乳牛23頭と帰郷して、砂谷牛乳の基礎を築いた[1]。
- 1956年（昭和31年）9月30日、佐伯郡水内村、上水内村と合併し、町制施行し湯来町を新設して廃止された[1][2]。

### 地名の由来
合併した白砂村、伏谷村の各一文字を組合わせて命名。

## 産業
- 農業、木材、木炭[1]。